# Ultima Online
Pour les articles homonymes, voir UO.
Ultima Online (abrégé en UO) est un jeu de rôle en ligne massivement multijoueur publié le 30 septembre 1997 par la société Origin Systems. Il est souvent considéré comme le premier MMORPG populaire. Le jeu nécessite d'être connecté via Internet à un serveur de jeu et immerge les joueurs dans un univers médiéval fantastique.

## Aperçu

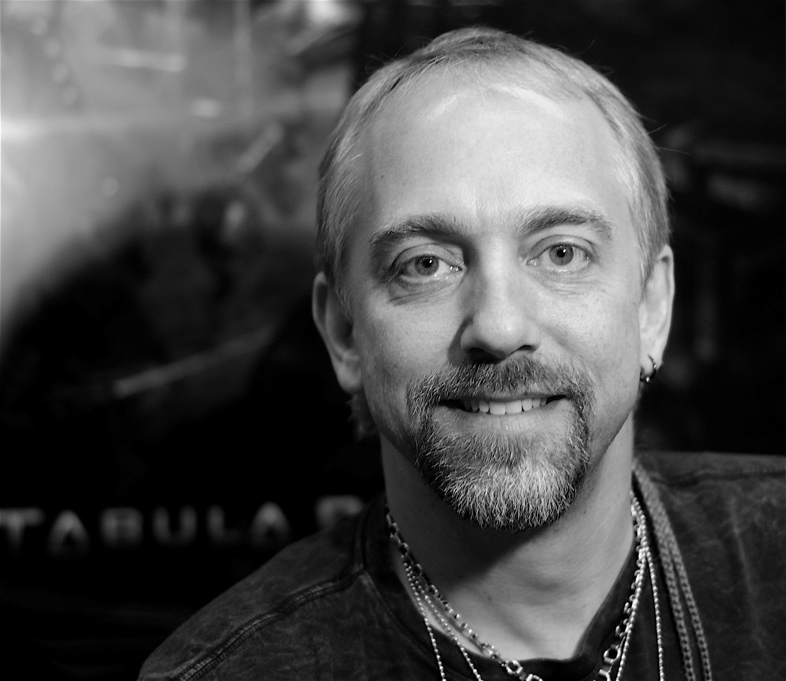
Richard Garriott, producteur de la série de jeux Ultima

Le succès du jeu a créé un nouveau marché dans le monde des jeux vidéo multijoueurs. Le monde est représenté à l'aide d'une vue isométrique à la troisième personne reprenant l'univers de la série Ultima. En ligne uniquement, des milliers de joueurs peuvent se connecter simultanément. Afin de maintenir l'ordre dans le monde, des maîtres du jeu sont chargés de résoudre les conflits entre joueurs, d'appliquer les règles et de réparer les erreurs causées par des bugs.
De nombreuses extensions ont été publiées. La suite du jeu, Ultima Worlds Online : Origin devait se dérouler dans le passé, le présent et le futur d’Ultima Online. Mais elle fut abandonnée en raison de la concurrence dans le milieu des MMORPGs et la montée en puissance d’Everquest. La principale crainte de l'éditeur Electronic Arts était que les clients d’Ultima Online ne passeraient pas à la version suivante.
Aujourd'hui, le monde d'Ultima Online est toujours parcouru par un grand nombre de fidèles. Mais il perd peu à peu du terrain face aux nombreux MMORPG modernes qui disposent de graphismes plus évolués, de mondes plus vastes ou qui exploitent tout simplement des univers très connus comme Le Seigneur des Anneaux Online, Star Wars Galaxies ou encore World of Warcraft.

## Extensions
- Ultima Online: The Second Age (1er octobre 1998) : Ajout d'une partie du monde, The Lost Land[1].
- Ultima Online: Renaissance (3 avril 2000) : Ajout de deux nouveaux mondes parallèles quasi identiques, Felucca et Trammel ainsi que de nombreuses villes et donjons[2].
- Ultima Online: Third Dawn (26 mars 2001) : Ajout d'un client en 3D et d'une carte[3].
- Ultima Online: Lord Blackthorn's Revenge (24 février 2002) : Amélioration de l'IA et ajout d'une trentaine d'espèces de monstres[4].
- Ultima Online: Age of Shadows (28 février 2003) : Ajout d'une carte, de deux villes et de deux nouvelles classes (Paladin et Nécromancien).
- Ultima Online: Samuraï Empire (2 novembre 2004) : Ajout d'un continent inspiré de l'ancienne mythologie japonaise et de deux classes (Ninja et Samouraï).
- Ultima Online: Mondain’s Legacy (30 août 2005) : Ajout d'une ville et de nombreux donjons ainsi qu'une race d'elfe.
- Ultima Online: Kingdom Reborn (27 juin 2007) : Amélioration du graphique et 3D du jeu.
- Ultima Online: Stygian Abyss (8 septembre 2009) : Ajout d'une race de gargouilles et du plus gros donjon du jeu.

## Assassinat deLord British
Lord British (personnage de Richard Garriott) est le roi, le maître du royaume de Britania. Il est supposé être immortel dans le monde d'Ultima, toutefois, lors du beta test du jeu, le 18 août 1997, un joueur lança un sort nommé Fire field qui le tua. Quelque temps plus tard, le compte du joueur est révoqué et le joueur est banni du bêta test pour exploitation de bug au lieu de l'avoir signalé à l'équipe de développement. D'après Origin, il n'a pas été banni pour l'assassinat du personnage.[réf. souhaitée]

## Émulateurs
Des fans du jeu ont réalisé des émulateurs de serveurs en utilisant des techniques de rétro-ingénierie. Ces serveurs sont indépendants d'Electronic Arts qui n'offre aucune garantie quant à leur qualité. Pratiquement tous proposent une inscription gratuite. Les règles et leur fonctionnement peuvent différer des serveurs officiels, ainsi on peut trouver, en plus de l'univers de Britania, d'autres univers adaptés ou inventés à diverses époques et divers styles (appelés « shards », ce mot provenant en fait de l'histoire d'introduction des serveurs originels, et expliquant la fragmentation de Britania). La petite taille des communautés de certains serveurs permet de privilégier le jeu de rôle au jeu de combat, souvent à l'opposé des serveurs massivement multijoueurs.
La plupart des shards privés sont maintenant basés sur le Role Play (« jeu de rôle » en français). Il s'agit de prendre « possession » de son personnage, et de jouer celui-ci comme l'être qu'il serait dans l'univers où il se trouve, en fonction de son environnement et des histoires du shard. Ainsi sur un shard médiéval, les joueurs parlent entre eux (par le biais de leur personnages) de façon Role Play. Le RP est la composante qui assure encore un certain succès à Ultima Online malgré son âge. En effet, les jeux plus récents ne sont pas du tout orientés vers le RP et aucun autre ne propose de telles possibilités d'interaction avec l'environnement, ainsi que de nombreux systèmes purement « décoratifs », favorisant le RP. C'est pour cette raison que l'on trouve sur Ultima Online de nombreux « puristes » du RP et des adeptes du jeu de rôle sur table.